# Michael I. Esterházy de Galantha

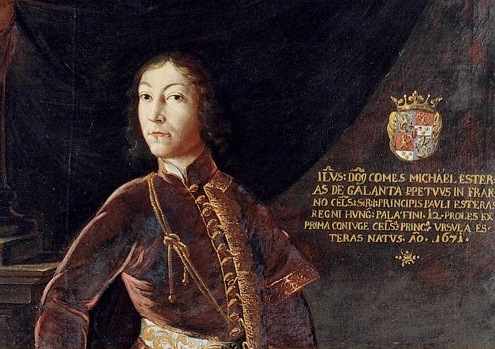
Michael I. Esterházy

Stammbaum der Fürsten Esterházy

Fürst Michael I. Esterházy de Galantha (* 4. Mai 1671 in Forchtenstein (ung.: Fraknó); † 24. März 1721 in Wien) war ein ungarischer Adliger in habsburgischen Diensten. Er war der 2. Fürst Esterházy de Galantha.

## Leben und Wirken
Michael, ein Sohn des Fürsten Paul I. Esterházy, blieb politisch gesehen eher unbedeutend. Er kümmerte sich mehr um das berühmte Mäzenatentum der Familie. Er ließ das Jagdschloss in Fertőd erbauen, das über 50 Jahre später unter Fürst Nikolaus I. Joseph Esterházy zum Schloss Esterházy (Fertőd) als eine der repräsentativsten Schlossanlagen Ungarns ausgebaut wurde.
Da Michael I. verstarb, ohne einen männlichen Nachkommen gezeugt zu haben, wurde sein Bruder Joseph das nächste Oberhaupt der Familie. Er ist in der Familiengruft im Franziskanerkloster Eisenstadt bestattet.

## Familie
Esterházy heiratete am 24. Mai 1694 Donna Anna Margherita Tizzone Biandrata (* 1673; † 23. Mai 1755). Das Paar hatte fünf Töchter:
- Amalia Eleonora (* 3. April 1696; † 27. September 1749) ⚭ 1717 Graf Johann Anton von Erdöd (* 16. Oktober 1690; † 17. August 1717), gefallen bei Belgrad, Sohn von Johann Pálffy von Erdőd
- Maria Theresia (* 18. April 1697; † 4. Dezember 1746) ⚭ 1730 Graf Ferdinand Karl Gobert von Aspremont-Lynden (* 17. September 1689; †  14. August 1772)
- Ester (1698–1699)
- Johanna Maria Franziska (* 24. August 1699; † 23. Februar 1772) ⚭ 1721 Graf Michael Ernst Althann zu Grussbach (* 22. Januar 1696; † 19. Oktober 1765)[1]
- Julia († als Kind)